# Diocesi di Dunwich

Mappa delle diocesi anglosassoni prima del 925.

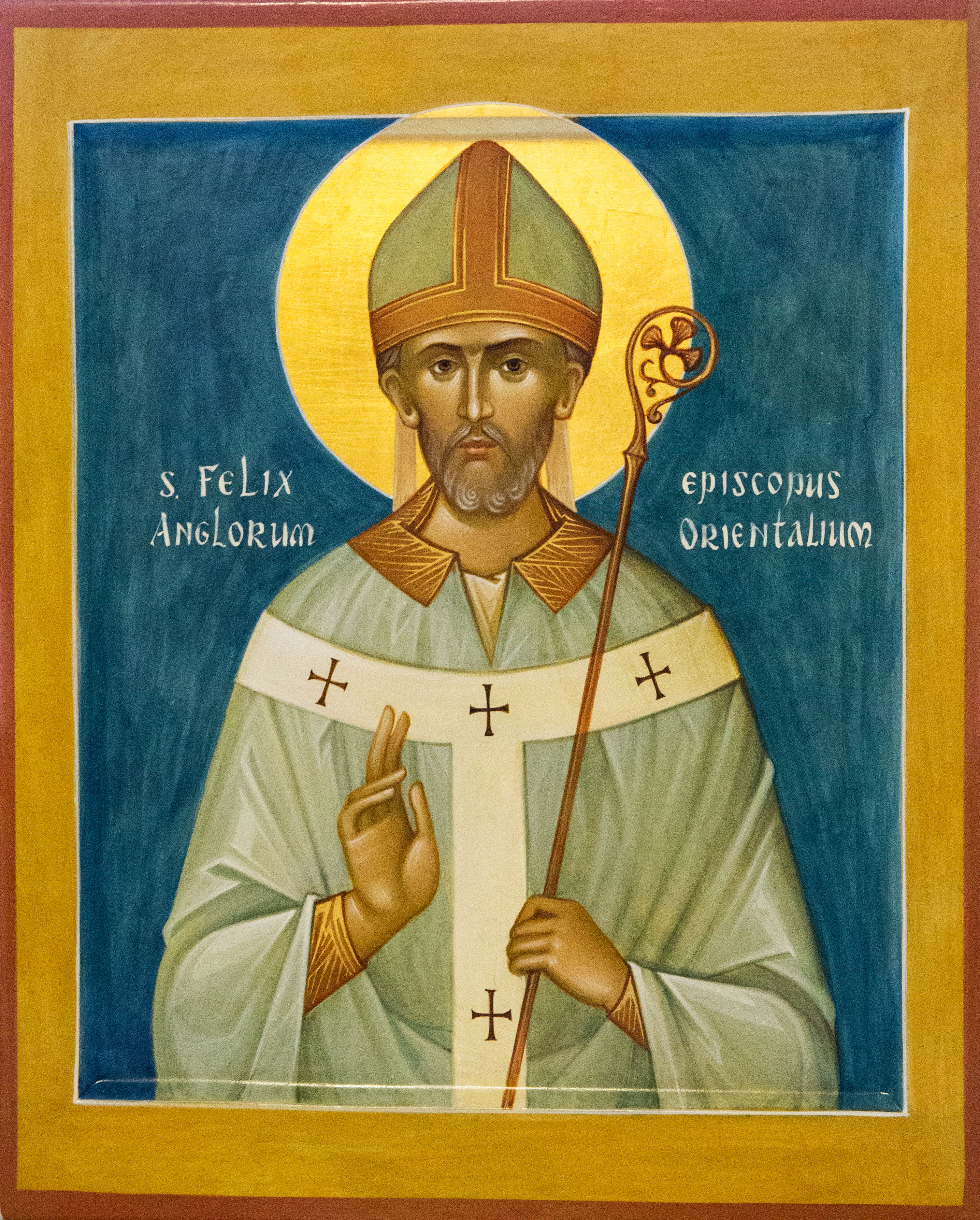
Icona moderna raffigurante san Felice, primo vescovo di Dunwich.

La diocesi di Dunwich (in latino: Dioecesis de Domnoc o Dunewicum) è una sede soppressa della Chiesa cattolica in Inghilterra.

## Territorio
La diocesi si estendeva sul Suffolk, la regione meridionale dell'Anglia orientale.
La localizzazione della sede episcopale, chiamata anche Domnoc o Dommoc, è ignota.

## Storia
L'evangelizzazione del regno dell'Anglia orientale iniziò quasi subito dopo l'arrivo dei missionari inviati nel 596 in Britannia da papa Gregorio Magno alla guida del monaco Agostino.
Ma la nuova religione poté consolidarsi solo quando salì al trono Sigeberto (630-635), il quale era stato battezzato in Gallia. Questi, con il benestare dell'arcivescovo Onorio di Canterbury, chiamò nel proprio regno il vescovo franco-burgundo san Felice, legato al monachesimo di Luxeuil e alla diocesi di Meaux, il quale fondò nel 630 la diocesi di Dunwich nel sud del regno anglo-orientale (Suffolk). La missione ebbe un grande successo, e coinvolse in modo particolare i membri della famiglia reale: molte discendenti femminili infatti si distinsero per la loro vita santa e devota e spesso finirono per fondare abbazie o diventare abbadesse dei principali monasteri dell'isola.
Nella parte settentrionale del regno (Norfolk) operavano contemporaneamente dei missionari irlandesi, guidati dall'abate san Furseo e sostenuti dal re Sigeberto. I missionari si installarono in una località chiamata Cnoberesburgh (oggi Burgh Castle); la missione di Furseo fu continuata dal fratello Foillano.
Quando il vescovo Bisi si ritirò per anzianità nel 673, l'arcivescovo di Canterbury Teodoro autorizzò la divisione della diocesi di Dunwich, che dette origine alla nuova sede di Elmham, nella parte settentrionale del regno.
Dopo l'870, a seguito dell'invasione dei Vichinghi danesi e dell'instaurazione del Danelaw, le due diocesi dell'Anglia orientale ebbero molto a soffrire e rimasero vacanti per alcuni decenni; l'invasione danese portò inoltre alla distruzione di chiese e monasteri.
Ritornata la pace, poté essere restaurata la gerarchia. Tuttavia la sede di Dunwich fu abbandonata e il suo territorio fu inglobato nella diocesi di Elmham.

## Cronotassi dei vescovi
- San Felice † (630 - 8 marzo 647 deceduto)
- Thomas de Jarrow † (647 consacrato - 652 deceduto)
- Berhtgils (Bonifacio) † (652 - 669 deceduto)
- Bifus (Bisi) † (670 - 673 dimesso)
- Acca † (673 - ?)
- Ascwulf †
- Eardred † (menzionato nel 716)
- Cuthwine †
- Ealdbeorht I † (menzionato nel 731)
- Ecglaf †
- Eardwulf † (menzionato nel 747)
- Ealdbeorht II † (menzionato nel 775)
- Heardred † (prima del 781 - dopo il 789)
- Aelfhun † (prima del 793 - 798 deceduto)
- Tidfrith † (798 - dopo l'816)
- Waormund † (menzionato nell'824)
- Wilred † (825 - dopo l'845)
- Aethelweald † (menzionato nell'870)
  - Sede vacante
  - Sede soppressa e unita a Elmham